# Rättvik
För andra betydelser, se Rättvik (olika betydelser).

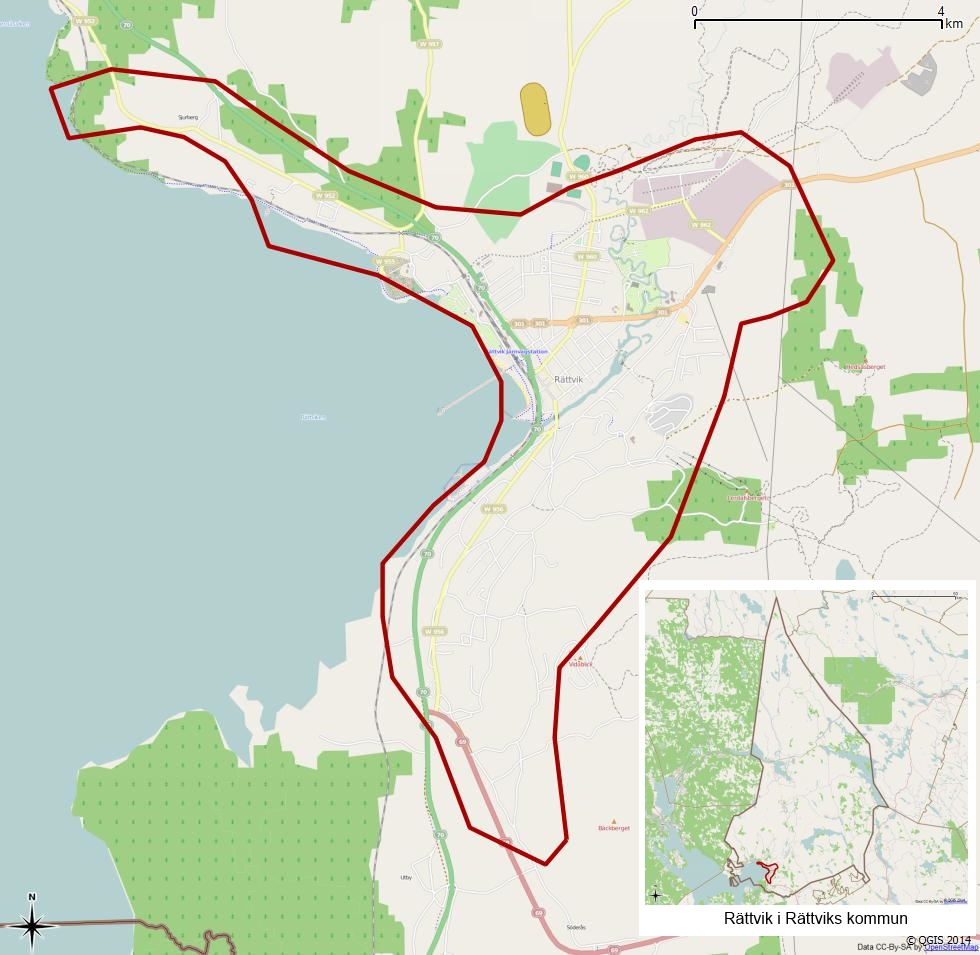
Tätorten Rättviks avgränsning 1990.

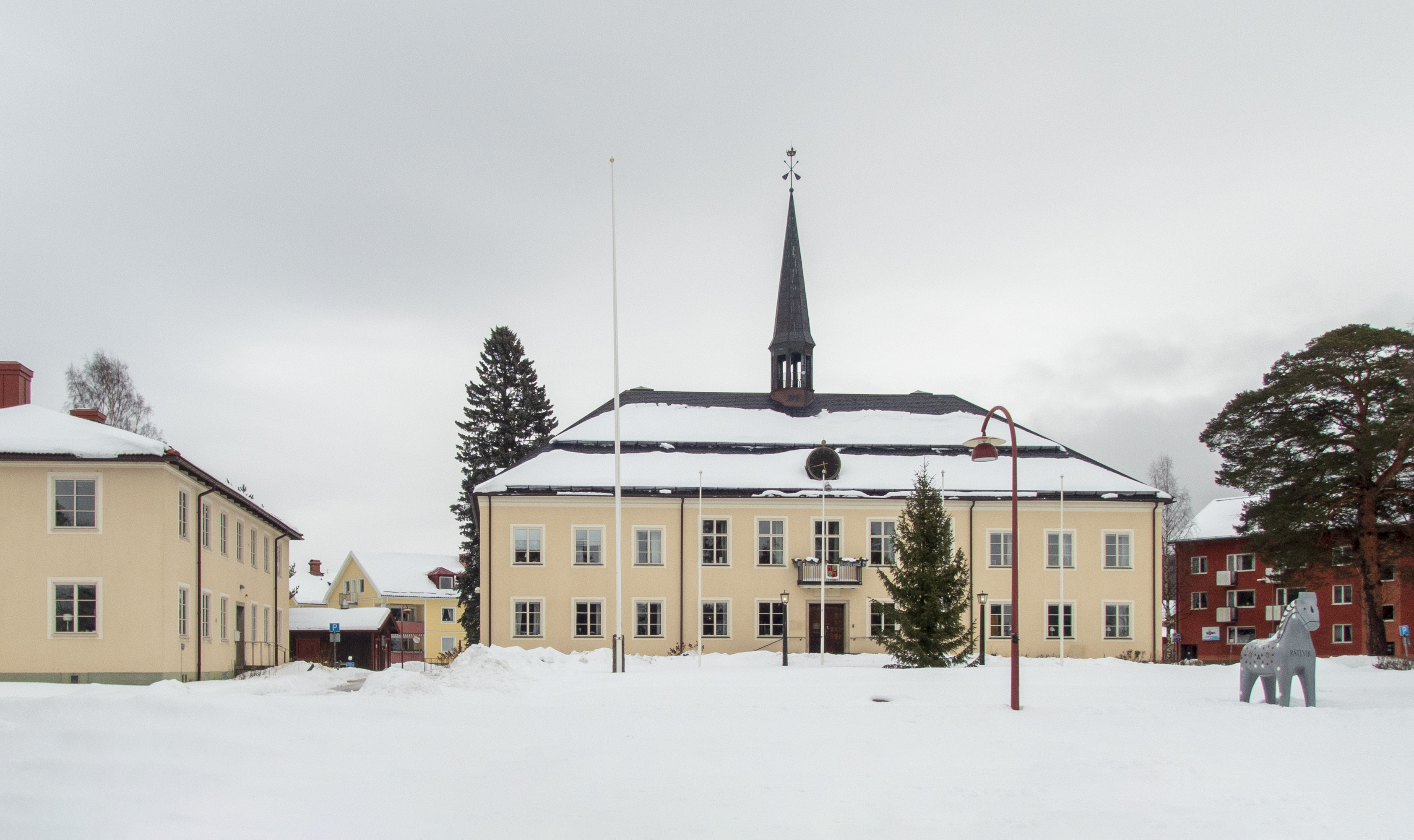
Rättviks kommunhus

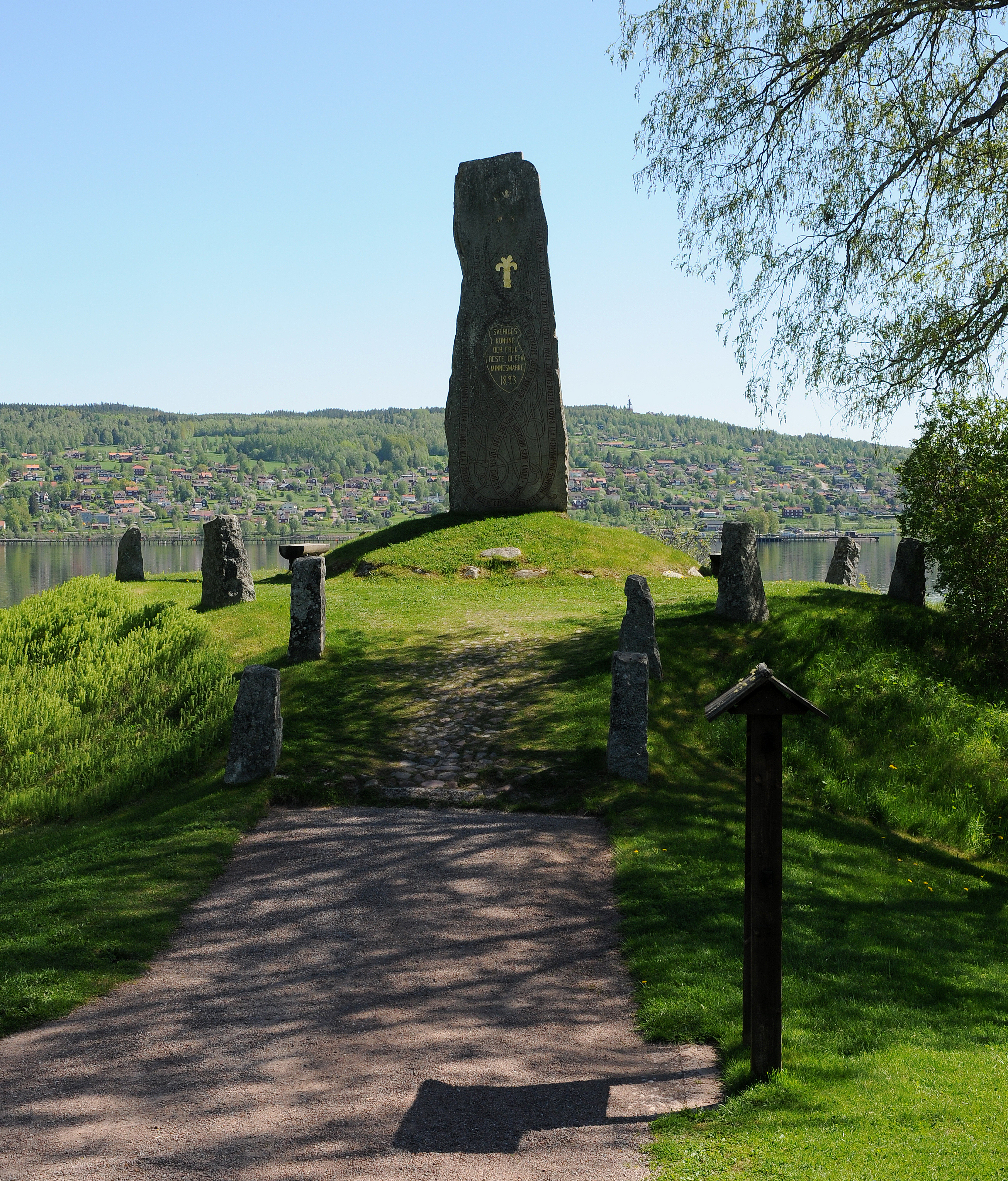
Wasamonumentet i Rättvik.

Rättvik är en tätort, tillika centralort i Rättviks kommun i Dalarnas län, invid Siljan. 

## Historia
Rättvik är kyrkby i Rättviks socken och ingick efter kommunreformen 1862 i Rättviks landskommun. I denna inrättades för orten 25 november 1910 Rättviks municipalsamhälle som upplöstes med utgången av 1965. Orten ingår sedan 1971 i Rättviks kommun som centralort.

### Befolkningsutveckling
| Befolkningsutvecklingen i Rättvik 1960–2020                 | Befolkningsutvecklingen i Rättvik 1960–2020 | Befolkningsutvecklingen i Rättvik 1960–2020 | Befolkningsutvecklingen i Rättvik 1960–2020 | Befolkningsutvecklingen i Rättvik 1960–2020 |
| ----------------------------------------------------------- | ------------------------------------------- | ------------------------------------------- | ------------------------------------------- | ------------------------------------------- |
|                                                             |                                             |                                             |                                             |                                             |
| År                                                          |                                             |                                             | Folkmängd                                   | Areal (ha)                                  |
| 1960                                                        | 1960                                        |                                             | 3 140                                       |                                             |
| 1965                                                        | 1965                                        |                                             | 3 616                                       |                                             |
| 1970                                                        | 1970                                        |                                             | 3 918                                       |                                             |
| 1975                                                        | 1975                                        |                                             | 4 087                                       |                                             |
| 1980                                                        | 1980                                        |                                             | 4 194                                       |                                             |
| 1990                                                        | 1990                                        |                                             | 4 155                                       | 666                                         |
| 1995                                                        | 1995                                        |                                             | 4 718                                       | 819                                         |
| 2000                                                        | 2000                                        |                                             | 4 526                                       | 823                                         |
| 2005                                                        | 2005                                        |                                             | 4 588                                       | 826                                         |
| 2010                                                        | 2010                                        |                                             | 4 686                                       | 834                                         |
| 2015                                                        | 2015                                        |                                             | 5 160                                       | 1 232                                       |
| 2020                                                        | 2020                                        |                                             | 5 322                                       | 1 237                                       |
| Anm.: Sammanvuxen med Söderås 1995, Utby och Västgärde 2015 |                                             |                                             |                                             |                                             |

## Samhället och sevärdheter
Rättviks kyrka ligger på en udde nere vid Siljan, omgiven av gamla kyrkstallar.
Vid sjön finns Långbryggan, en 628 meter lång brygga ut till en liten konstgjord ö i sjön. Långbryggan anlades år 1895 som angöringsplats för ångaren "S/S Rättvik", som gick i trafik på Siljan 1895 till 1950-talet. Den nyrenoverade bryggan återinvigdes 1992, efter en stor ideell insats där sammanlagt 2638 bryggplankor såldes (för 500:-/st) med ägarnas namn ingraverade. Alla köpare är delägare i bryggan.
På Hedsåsberget står det 28 meter höga trätornet Vidablick med utsikt över Siljans vatten. Vidablick invigdes år 1898 och är öppet under sommartid.
Bankaktiebolaget Stockholm-Öfre Norrland öppnade ett kontor i Rättvik i mars 1899. Senare hade även Kopparbergs enskilda bank ett kontor i Rättvik. Dessa banker uppgick sedermera i Svenska Handelsbanken och Göteborgs bank. Rättvik har också ett sparbankskontor.
Nordea lade ner kontoret i Rättvik år 2012. Den 1 juli 2021 stänger även Handelsbanken. Därefter hade Leksands sparbank ortens enda bankkontor.

## Kultur
Sedan slutet av 1800-talet är Rättvik en populär turistort och kulturlivet lockar fortfarande många turister från hela världen. Rättvik är känt internationellt för sin folkmusik och hade till och med 2012 en gymnasial folkmusikutbildning som då lades ner. 
Maria Bloms film Masjävlar utspelar sig i Rättvik och trakterna runtomkring.

## Evenemang
Bland många arrangemang kan nämnas Rättviks marknad, Musik vid Siljan samt Classic Car Week.

## Sport
IFK Rättvik spelar från och med säsongen 2021/22 i högsta serien i svensk bandy för herrar, Elitserien. Rättviks travbana är hemmabana för bland andra Olle Goop och Leif Witasp. Mest kända hästen därifrån är Ego Boy som är begravd i vinnarcirkeln på banan. Rättviks GK har en golfbana på orten. Det mest meriterade laget från orten är baseboll-laget Rättvik Butchers. Laget bildades 1975, har tagit hem Svenska cupen en gång och blivit svenska mästare år 2001, 2002 och 2022.
År 1979 arrangerades i Rättvik det första skateboardlägret (eurocana) i världshistorien. En av de första Mc Twist landades i Rättvik 1984 av Mike Mcgill
Rättvik Arena är Dalarnas enda bandyhall, tillika landskapets största träbyggnad.

## Kända personer från Rättvik
- Marit Bergman
- Hasse Börjes
- Lina Wester
- Therese Borssen
- Anna Swenn-Larsson
- RÅNDA
- Åke Senning

## Bildgalleri

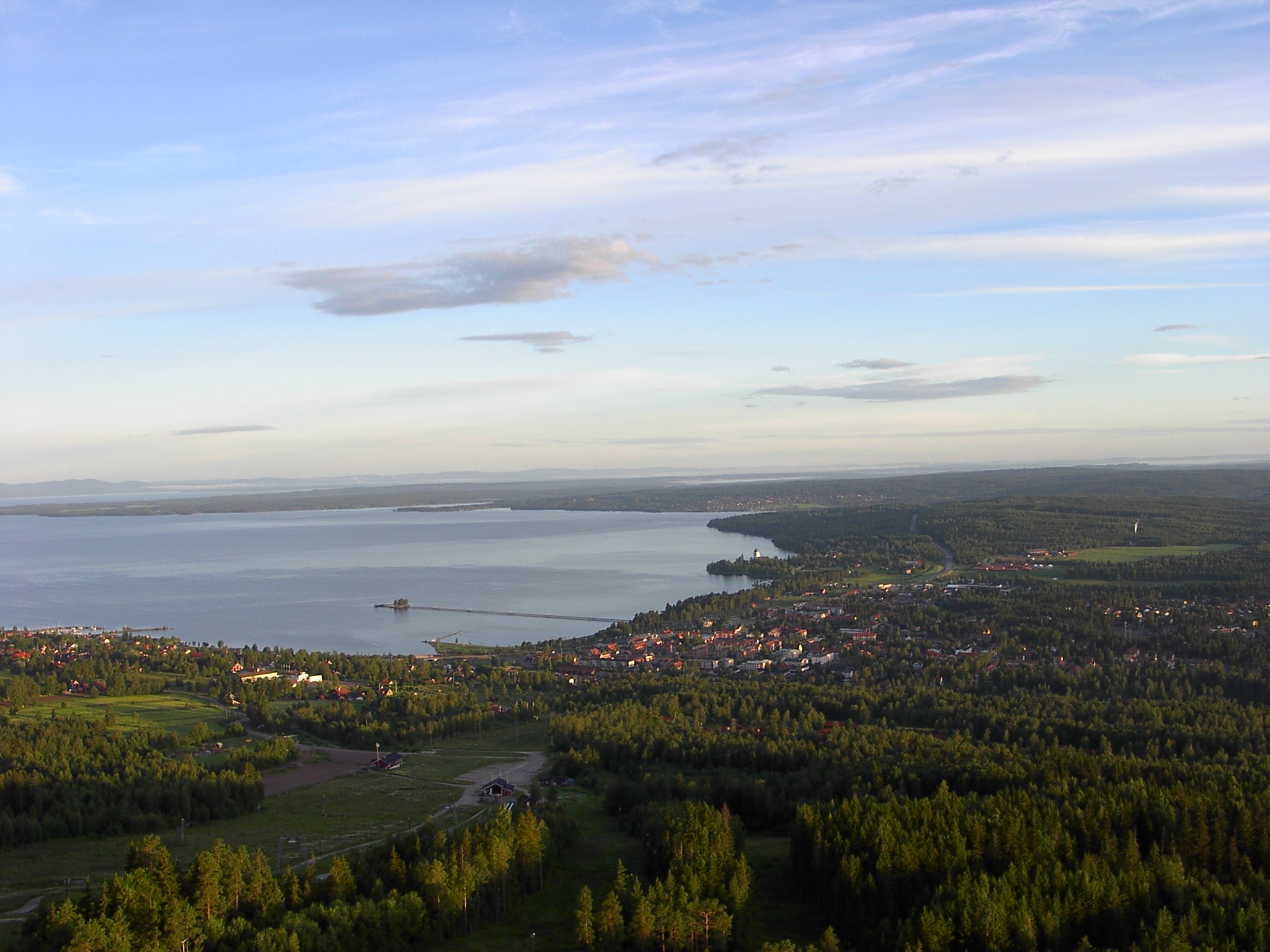
Utsikt över Rättvik från slalombacken
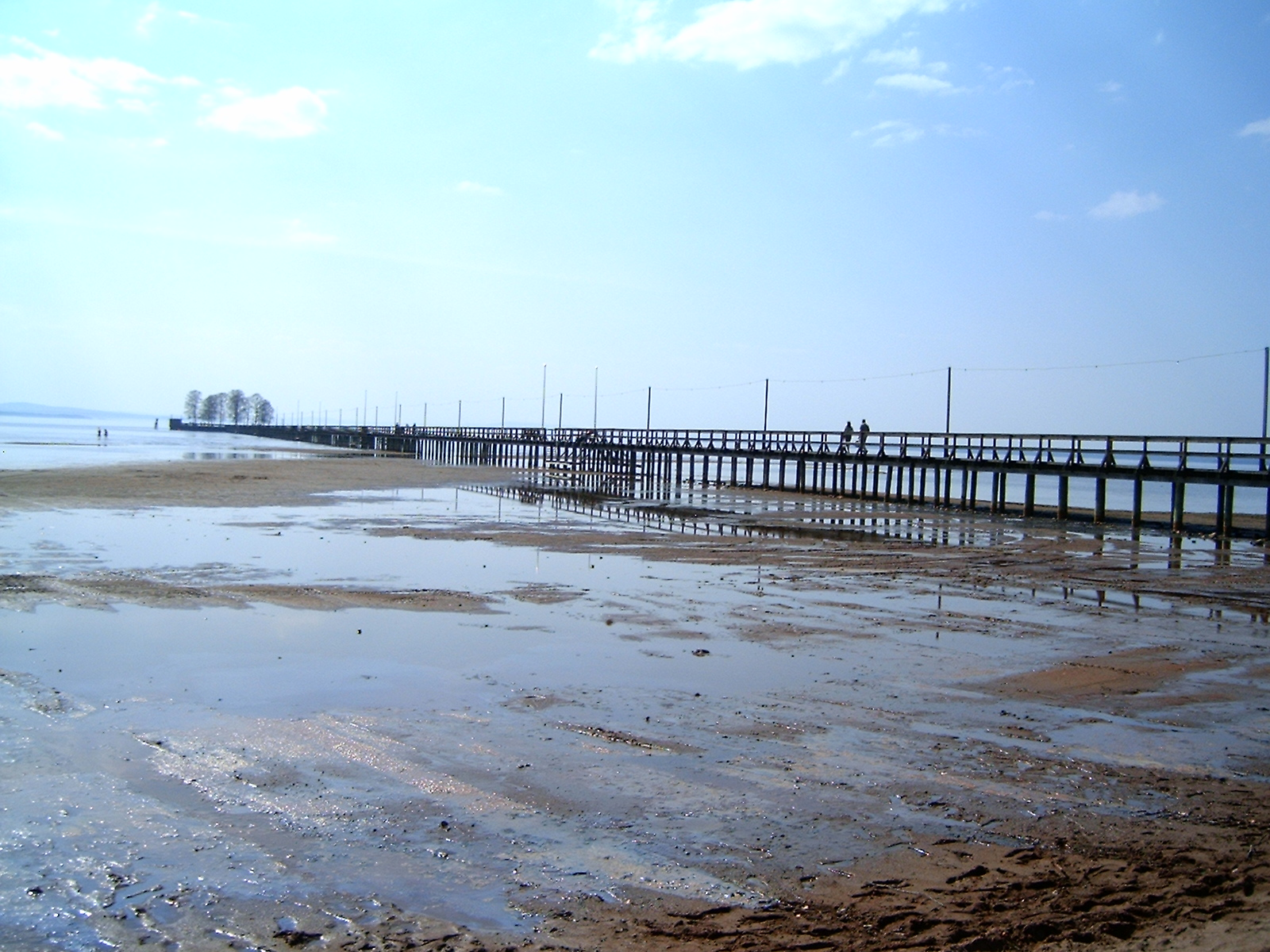
Långbryggan
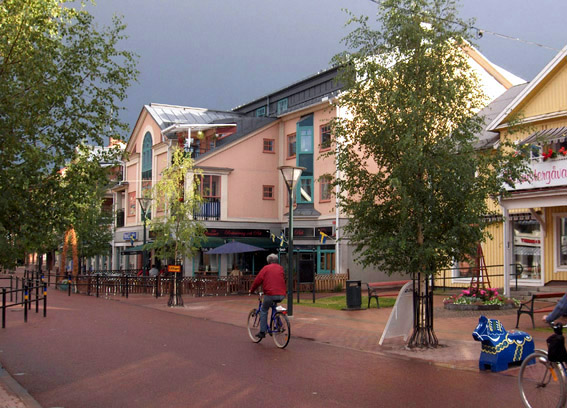
Rättvik 2007
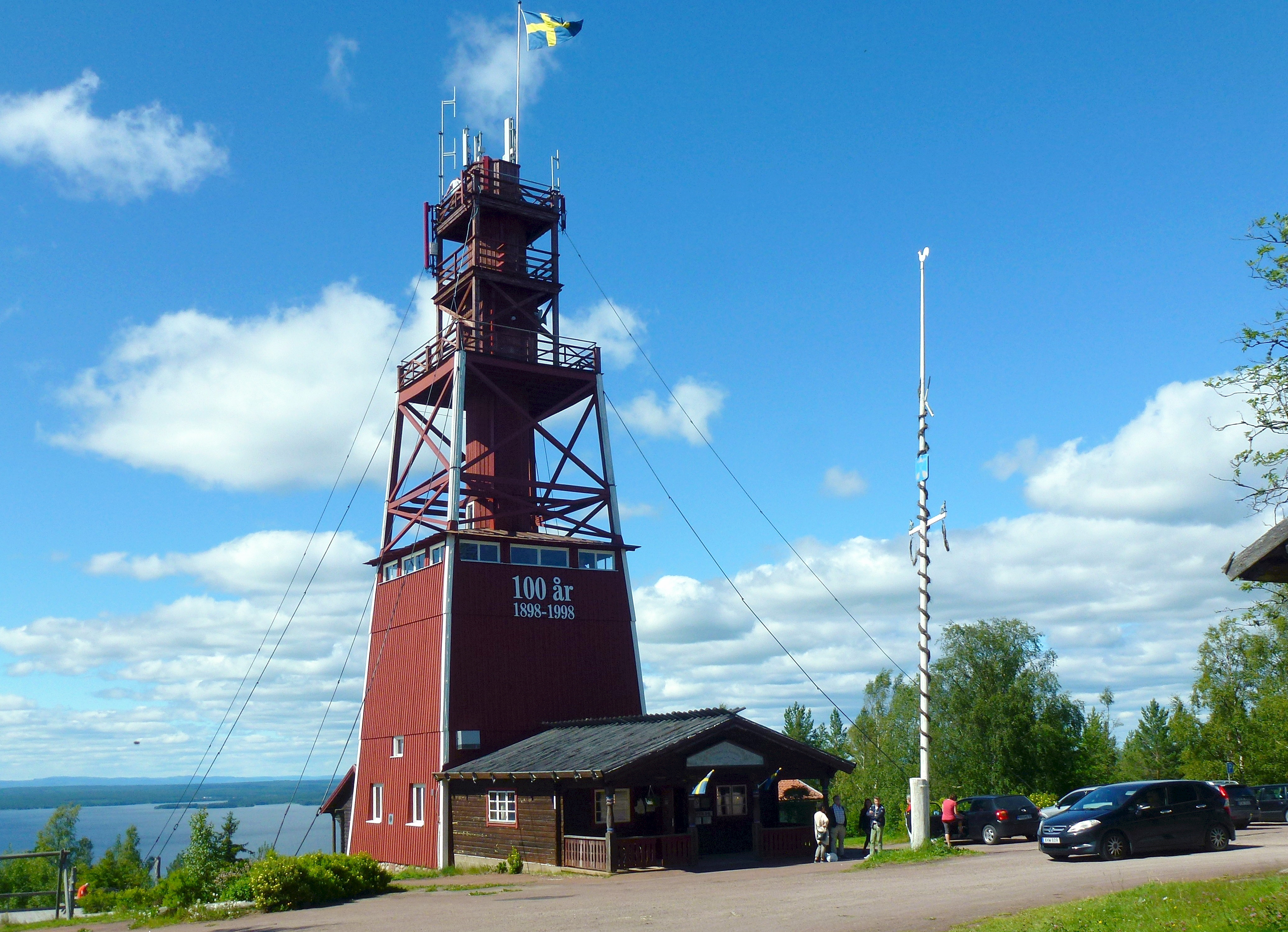
Utsiktstornet Vidablick
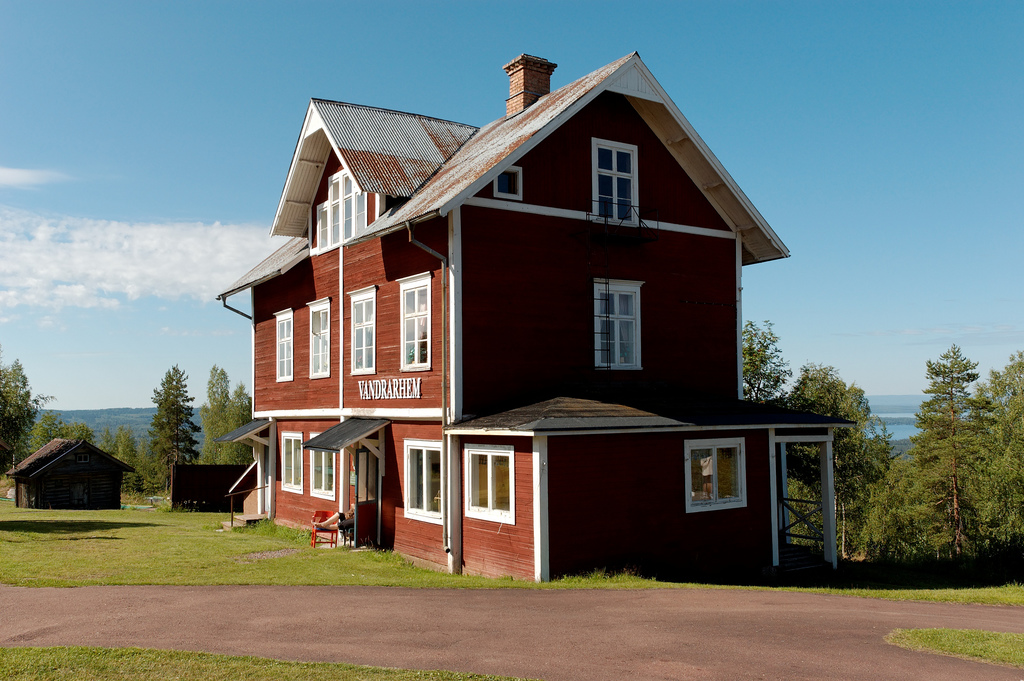
Vandrarhem vid Vidablick
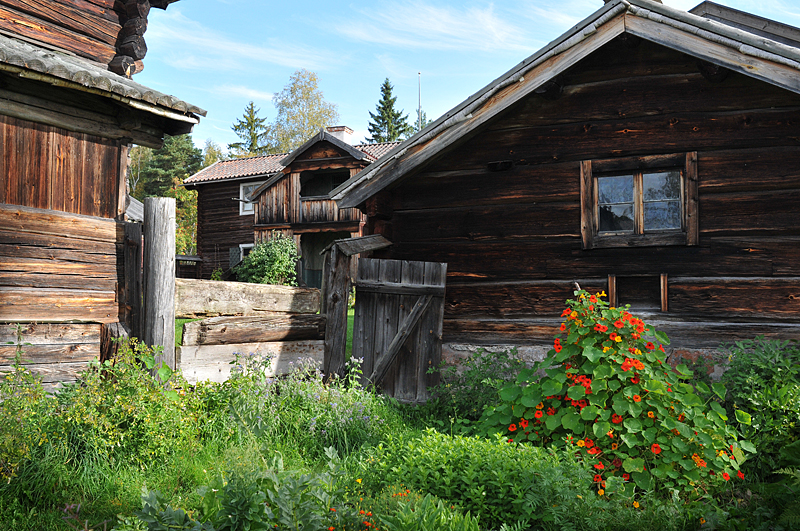
Rättviks gammelgård
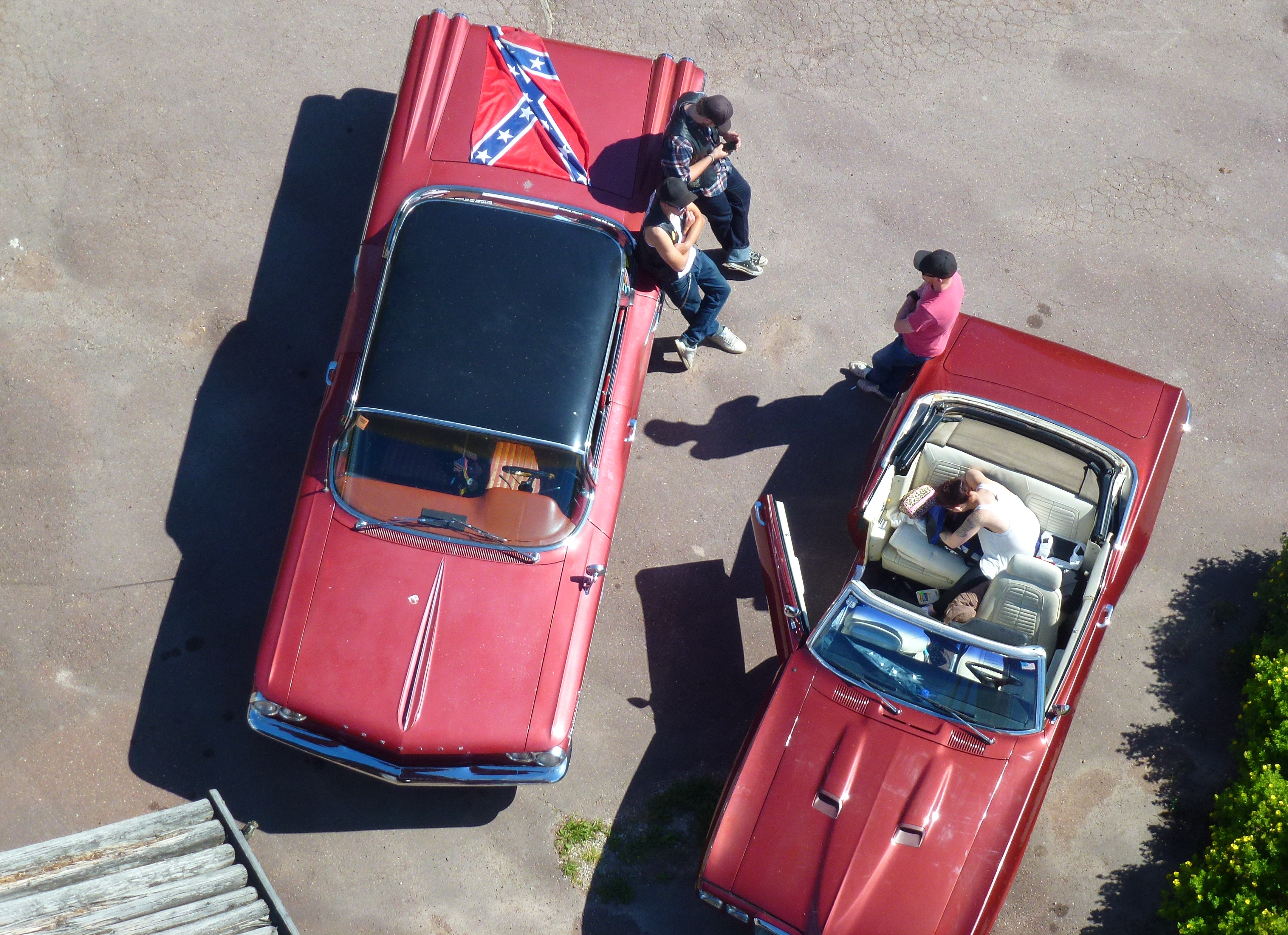
Classic Car Week
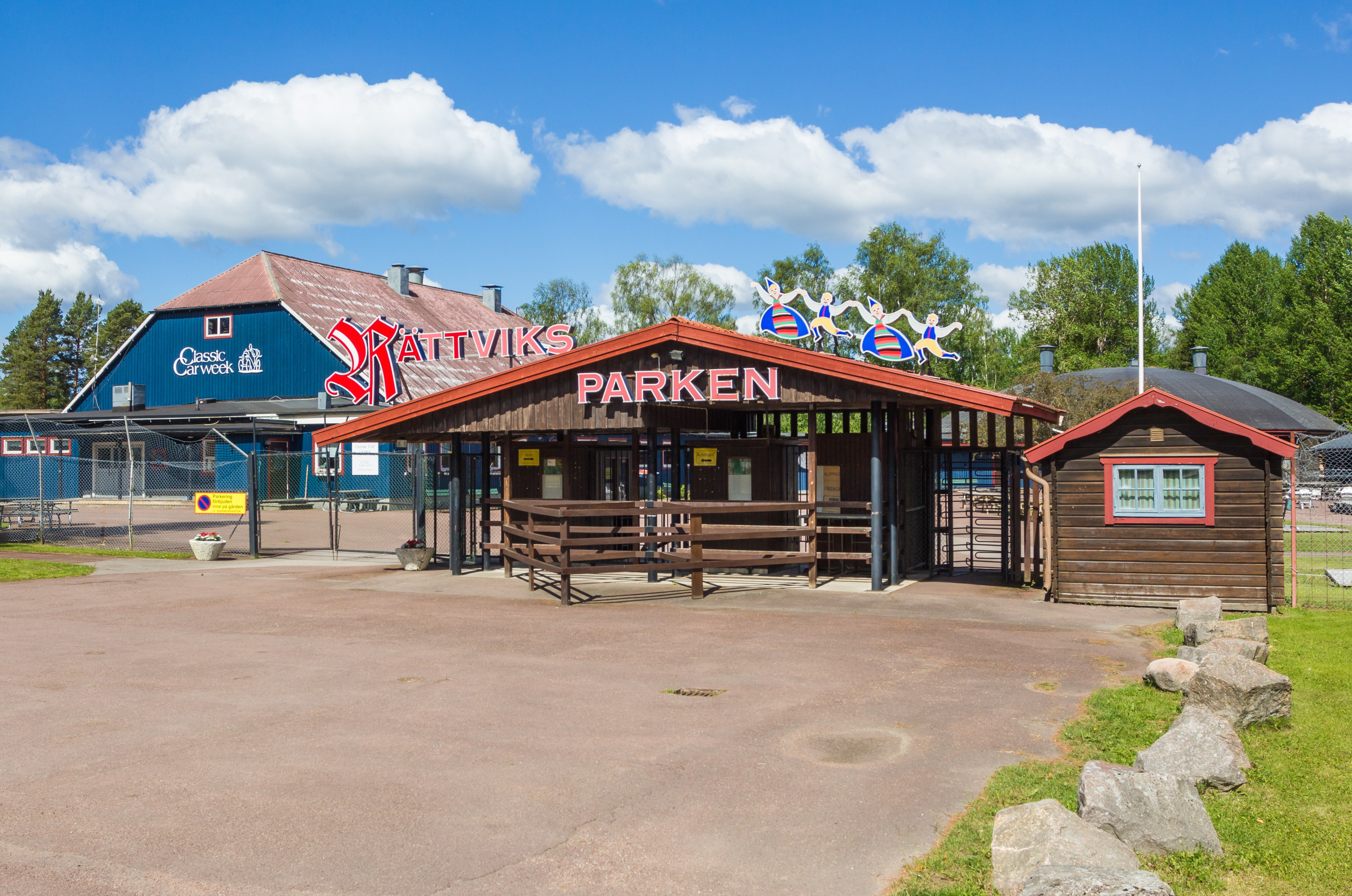
Rättviksparkens entré